# Język bakati’
Język bakati’ (a. bakatiq, bekati, bakatik) – język austronezyjski używany w indonezyjskiej prowincji Borneo Środkowe, przez grupę ludności w kabupatenie Sambas. Według danych z 1986 roku posługuje się nim 4 tys. osób.
Został udokumentowany w literaturze. Powstały opracowania gramatyczne i leksykograficzne: Morfologi dan sintaksis bahasa Bakatik (2001), Description of Bakatik Dayak language (2002), Kamus bahasa Dayak Bakatik Lumar-Indonesia (2013). Jest zapisywany alfabetem łacińskim.